# José Julián Dueñas
José Julián Dueñas Outrani o José Julián Dueñas y Zozaya (n. Villahermosa, Tabasco, Nueva España, Imperio Español, 12 de diciembre de 1814 - f. San Juan Bautista, Tabasco, México, 29 de julio de 1892) Fue un conocido y acaudalado comerciante y político del estado de Tabasco, México, que fue gobernador de su estado en cuatro ocasiones, dos como gobernador interino, una más como vicegobernador encargado del Poder Ejecutivo, y la última ocasión ya como gobernador Constitucional del estado.
Nació en la ciudad de Villahermosa, capital de la entonces provincia colonial de Tabasco, Nueva España el 12 de diciembre de 1814, siendo hijo del matrimonio formado por Bernabé Dueñas originario de Tabasco, y Amada Eloísa Outrani, natural de Nueva Orleans, Estados Unidos de América.

## Gobernador interino
José Julián Dueñas fue gobernador interino de Tabasco en dos ocasiones, la primera fue del 7 de mayo al 12 de julio de 1842 y la segunda ocasión lo fue del 12 de julio al 1 de septiembre de 1843.

### Primer período
A la salida de Agustín Ruiz de la Peña, ocupó la gubernatura provisionalmente el diputado José Higinio Ney, mientras el Congreso del Estado, nombraba a los integrantes de la Junta Departamental de Tabasco, cuyo Primer Vocal debería de hacerse cargo de la gubernatura entre tanto el Congreso nombrara un gobernador propietario. 
De esta forma, José Julián Dueñas, en su calidad de Primer Vocal de la Junta Departamental, se hizo cargo provisionalmente del gobierno desde el 7 de mayo de 1842 en acatamiento del decreto del Congreso local del 2 de mayo de ese año, y mientras el presidente de la República Antonio López de Santa Anna, de acuerdo con la nueva Constitución General, designaba al Gobernador propietario del Departamento.
José Julián Dueñas desempeñó el cargo de Gobernador hasta el 12 de julio de 1842, cuando entregó el gobierno al Coronel de Infantería Permanente Francisco de Sentmanat, nombrado por el presidente de la República Antonio López de Santa Anna.

### Segundo período
Siendo gobernador del estado Francisco de Sentmanat, la División de Operaciones del ejército federal que estaba sobre Yucatán, al mando del General de Brigada Pedro de Ampudia y Grimarest, recibió órdenes de trasladarse a San Juan Bautista, Tabasco, el Gobernador Sentmanat, consciente de que había un pacto de no agresión entre Tabasco y Yucatán, y pretextando que las tropas de Ampudia venían enfermas de "vómito" y que eso ponía en peligro a los habitantes de Tabasco, negó la entrada al Departamento de las tropas de Ampudia, lo que motivó que el General Ampudia, que se encontraban en Frontera, decidiera atacar la capital del estado y derrocar al gobernador.
Al día siguiente de haber ocupado la capital de Tabasco el General Pedro de Ampudia y Grimarest, invitó al Vocal más antiguo de la Junta Departamental del Estado, José Julián Dueñas para que se hiciera cargo interinamente del gobierno. Esté aceptó y tomó posesión del cargo el 12 de julio de 1843, permaneciendo en el gobierno hasta el 31 de agosto de ese mismo año, cuando el presidente Antonio López de Santa Anna nombró Gobernador Provisional del Departamento al General Pedro de Ampudia.

### Tercer período
En 1847 durante la segunda parte de la Intervención estadounidense en Tabasco, Dueñas se desempeñaba como vicegobernador del estado, y a la expulsión de los norteamericanos, el gobernador Justo Santa Anna solicitó licencia temporal para dejar el cargo por motivos de salud, asumiendo el cargo de gobernador del estado, en calidad de Vicegobernador encargado del Poder Ejecutivo, José Julián Dueñas desde una fecha no definida en el mes de julio, hasta octubre de ese mismo año cuando Justo Santa Anna reasumió sus funciones de gobernador.

## Gobernador Constitucional
En septiembre de 1849 concluye Justo Santa Anna su período como gobernador y se realizan elecciones, resultando ganador José Julián Dueñas para el período 1849 - 1852, asumiendo el cargo de Gobernador Constitucional del estado el 16 de septiembre de ese mismo año.

### Constitución de 1850
Durante su gestión, Dueñas fue el encargado de sancionar las reformas constitucionales que dieron origen a la Constitución Política Local de 1850 la cual dentro de las reformas más importantes que contenía, estaba la división del estado en cuatro regiones: Centro, Sierra, Chontalpa y Usumacinta, así como  también, reafirmaba la convicción, de que el gobierno de Tabasco sería republicano, representativo y popular.
El 14 de octubre de 1850, Dueñas se vio obligado a dejar el cargo, debido a las presiones de los partidarios del nuevo Presidente Mariano Arista ya que el gobernador apoyaba a Almonte.

## Fallecimiento
José Julián Dueñas, falleció el 29 de julio de 1892, en la ciudad de San Juan Bautista. A su muerte, el Congreso de Tabasco decretó tres días de duelo. Su nombre fue inscrito en el Muro de Honor del Estado de Tabasco, y en el salón de sesiones del Congreso del estado.

## Título honorario
En 1854, José Julián Dueñas, recibió del entonces presidente Antonio López de Santa Anna el título de "Gran Comendador".